# Manius Acilius Glabrio (Suffektkonsul 154 v. Chr.)
Manius Acilius Glabrio war ein römischer Politiker und Senator in der ersten Hälfte des 2. Jahrhunderts v. Chr.
Glabrio gehörte der gens Acilia an. Er war Sohn des Konsuls des Jahres 191 v. Chr., Manius Acilius Glabrio, für den er 181 v. Chr. dessen gelobten Tempel der Pietas in Rom weihte. Ädil war er 166 v. Chr., Suffektkonsul für Lucius Postumius Albinus im Jahr 154 v. Chr.